# Новая Ялта
Новая Ялта — упразднённый посёлок в Дмитровском районе Орловской области. Входил в состав Плосковского сельского поселения. Исключен из учётных данных в 2004 г.

## География
Располагался в верховье ручья Утинный Брод, в 6 км к северо-западу от центра сельского поселения села Плоское.

## История
В 1926 году в посёлке было 14 дворов, проживало 64 человека (27 мужского пола и 37 женского). В то время Новая Ялта входила в состав Плосковского сельсовета Волковской волости Дмитровского уезда Орловской губернии. Позже передан в Плосковский сельсовет. С 1928 года в составе Дмитровского района. В 1937 году в посёлке было 12 дворов.

## Население
| Годы      | 1926 | 2000 | 2002 |
| --------- | ---- | ---- | ---- |
| Население | 64   | 0    | 0    |